# Foum El Anceur
Foum El Anceur (franska: Foum El Anceur (CR), Foum El Anceur (Commune Rurale), arabiska: دير القصيبة) är en kommun i Marocko.   Den ligger i provinsen Béni Mellal och regionen Béni Mellal-Khénifra, i den nordöstra delen av landet, 190 km söder om huvudstaden Rabat. Antalet invånare är 13 786.